# 부산 사상구의 국회의원
본 문서는 부산광역시 사상구에서 선출된 국회의원에 대해서 다룬다.

## 행정구역 변천
- 1995년 3월 1일 북구 삼락동·모라동·덕포동·괘법동·감전동·주례동·학장동·엄궁동에 부산광역시 사상구 설치

## 선거구 변천
1995년에 사상구가 설치됨에 따라 제15대 국회의원 선거 때부터 사상구의 국회의원이 선출되었다. 제15대 국회의원 선거 당시에는 삼락동, 모라동, 덕포동, 괘법동이 사상구 갑 선거구에 배정되었으며 감전동, 주례동, 학장동, 엄궁동이 사상구 을 선거구에 포함되었다.
제16대 국회의원 선거를 앞두고 사상구 갑, 을 선거구가 사상구 단일 선거구로 합구되었다.

## 역대 국회의원 당선자

### 제15대
| 대수   | 사상구 갑 | 사상구 갑 | 사상구 갑 | 사상구 을 | 사상구 을 | 사상구 을 |
| ------ | --------- | --------- | --------- | --------- | --------- | --------- |
| 제15대 |           | 신한국당  | 권철현    |           | 신한국당  | 신상우    |

제15대 국회의원 선거에서 사상구 갑 선거구에서는 권철현 후보가, 사상구 을 선거구에서는 신상우 후보가 당선되면서 신한국당이 갑, 을 선거구에서 모두 승리했다.

### 제16대~
| 대수   | 사상구 | 사상구     | 사상구 |
| ------ | ------ | ---------- | ------ |
| 제16대 |        | 한나라당   | 권철현 |
| 제17대 |        | 한나라당   | 권철현 |
| 제18대 |        | 한나라당   | 장제원 |
| 제19대 |        | 민주통합당 | 문재인 |
| 제20대 |        | 무소속     | 장제원 |
| 제21대 |        | 미래통합당 | 장제원 |
| 제22대 |        | 국민의힘   | 김대식 |

## 같이 보기
- 부산 북구의 국회의원
- 부산 사하구의 국회의원
- 부산 강서구의 국회의원
- 기장군의 국회의원
- 김해시의 국회의원
- 양산시의 국회의원
- 북구 을 (1988년 부산 선거구)
- 사상구 갑
- 사상구 을
- 사상구 (선거구)